# He Jianping
He Jianping (forenklet kinesisk: 何剑平; traditionel kinesisk: 何劍平; pinyin: Hé Jiànpíng, født 5. maj 1963) er en tidligere kvindelig Kinesisk håndboldspillerspiller som deltog under Sommer-OL 1984 og Sommer-OL 1988.
I 1984 var hun med på de kinesiske håndboldhold som vandt en bronzemedalje. Hun spillede i alle fem kampe og scorede elleve mål.
Fire år senere var hun med på de kinesiske hold som kom på en sjetteplads. Hun spillede i alle fem kampe og scorede 26 mål.